# 코엔 윈
코엔 제임스 윌리엄 윈(Coen James William Wynne, 1999년 1월 25일 ~ )은 오스트레일리아의 야구 선수이자, 현 LG 트윈스의 야구 선수이다.

## 한국 프로야구 시절

### LG 트윈스시절
2025년 애리조나 스프링캠프에 초청되었다.
2025년 4월 21일에 엘리에이저 에르난데스 부상으로 인해 임시 외국인 투수로 영입되었다.